# Unione Sportiva Pontedera 1987-1988
Questa voce raccoglie le informazioni riguardanti l'Unione Sportiva Pontedera nelle competizioni ufficiali della stagione 1987-1988.

## Rosa
| N. |                   | Ruolo | Calciatore           |
| -- | ----------------- | ----- | -------------------- |
|    | Italia (bandiera) | D     | Alessandro Benedetti |
|    | Italia (bandiera) | D     | Stefano Bianconi     |
|    | Italia (bandiera) | P     | Leonardo Biondi      |
|    | Italia (bandiera) | A     | Alessandro Caponi    |
|    | Italia (bandiera) | P     | Massimiliano Caponi  |
|    | Italia (bandiera) | C     | Riccardo Cini        |
|    | Italia (bandiera) | A     | De Angeli Massimo    |
|    | Italia (bandiera) | C     | Mauro De Angelis     |
|    | Italia (bandiera) | D     | Amedeo De Fanti      |
|    | Italia (bandiera) | C     | Massimiliano Ferrari |

| N. |                   | Ruolo | Calciatore               |
| -- | ----------------- | ----- | ------------------------ |
|    | Italia (bandiera) | D     | Giovanni Fusani          |
|    | Italia (bandiera) | C     | Massimo Gargani          |
|    | Italia (bandiera) | C     | Luca Gemmi               |
|    | Italia (bandiera) | D     | Gian Battista Lombardini |
|    | Italia (bandiera) | C     | Giancarlo Marchetti      |
|    | Italia (bandiera) | A     | Alessandro Meoni         |
|    | Italia (bandiera) | C     | Pier Giorgio Pini        |
|    | Italia (bandiera) | C     | Luca Terzani             |
|    | Italia (bandiera) | A     | Stefano Tosi             |